# Gedenkzuyl der VII verëenigde Nederlanden
De Gedenkzuyl der VII verëenigde Nederlanden of Gedenkzuyl der VII verëenigde Provinciën is een gedenkzuil uit de tijd van de Republiek der Zeven Verenigde Nederlanden en ontworpen en gegraveerd door J.G. Visser in 1793. De gedenkzuil in Dordrecht bestaat uit een inscriptie op twee marmerplaten tegen een brede zerk en geeft een visuele weergave van de staatkundige opbouw van Nederland uit deze tijd.

## Gedenkzuil
De eerste plaat is bovenaan versierd met de wapens van de provinciën en vertoont, in acht rijen van medaillons de stadsgezichten van 57 stemhebbende steden uit de Republiek der Zeven Verenigde Nederlanden met hun wapens.
De tweede plaat is op dezelfde manier ontworpen als de eerste plaat. Alleen op de plek waar de
wapens van de provinciën horen te staan, zijn hier zeven zinnebeeldige voorstellingen van de voortbrengselen der provinciën geplaatst. In acht rijen van medaillons de stadsgezichten van 74 overige steden (zonder stemrecht) uit de Republiek der Zeven Verenigde Nederlanden met hun wapens.
Op ieder medaillon staan cijfers vermeld, welke met het aantal uren gaans de afstand aangeven tussen de vermelde stad naar Amsterdam.